# Jeremy James Bruhl
Jeremy James Bruhl (1956) es un botánico de Australia Occidental. Es especialista en las especies de los géneros,  Phyllanthus, Sauropus y Walwhalleya.
De 2007 a 2008, es destacado como Oficial de Enlace de la Botánica Australiana en el Real Jardín Botánico de Kew, en Londres.

## Algunas publicaciones
- 2000. Multiple evolutionary origins ofC4 photosynthesis in the Cyperaceae: 629-636. En: K.L. Wilson & D.A. Morrison (eds.) Monocots: Systemat- ics and Evolution. CSIRO Publ. Collinwood. Australia

- 1990. Cypsela Anatomy in the 'Cotuleae' (Asteraceae-Anthemideae). Con Christopher J. Quinn. Ed. Academic Press, 23 pp.

- 1987. "Systematic studies in Paniceae (Poaceae): Homopholis and Whalleya gen. et sp. nov." Con R.D.B. Whalley. The Australian Paniceae (Poaceae) 96, Australian Systematic Botany 13(3): 437-468